# Геренук
Геренук (Litocranius walleri, нарича се още Жирафова газела) е африканска антилопа, единствен представител на род Litocranius. Името на вида вероятно произлиза от сомалийската дума „гарануг“.

## Описание
Представителите на вида имат характерна форма на шията и краката. Височината при холката е 95 cm, а теглото им – 35 – 52 kg. Космената покривка е червеникаво-кафява, отстрани е по-светла. Ярко изразена линия отделя долните части на корема и гърдите, които са бели. Около очите имат бели петна, които се издължават назад. Рогата са характерни само за мъжките. Те са дебели и къси – едва 30 cm. По форма наподобяват на извита назад дъга.

## Разпространение
Ареалът на жирафовите антилопи обхваща земите от Етиопия и Сомалия през Кения до северните части на Танзания. В миналото представителите обитавали и райони в Судан и Египет. Обитават сухи местности, обрасли с храсти савани, срещат се и в относително влажни степни райони обрасли с храстова растителност, равнини и хълмисти местности на височина до 1800 m.

## Подвидове
- Litocranius walleri walleri – южен подвид
- Litocranius walleri sclateri – северен подвид

## Поведение
Жирафовите газели могат да живеят дълго време без да пият вода. Хранят се с листа и подобно на неродствените жирафи са успели да придобият еволюционни изменения, които им позволяват да ги достигат възможно най-високо. Отново подобно но жирафите притежават дълъг език и нечувствителни устни, с помощта на които могат да обхванат листата сред бодливите клонки на дърветата. За да достигне максимална височина геренукът се изправя вертикално на задните си крайници като по този начин се изпъва максимално нависоко.
Активни са сутрин и вечер. Хранят се с листа, пъпки и млади клонки на храсти и дървета растящи в районите на обитание.
Самките живеят заедно с малките в неголеми групи от два до пет индивида в тях. Мъжките живеят поединично и притежават собствен ареал. В периода на размножаване се стремят да задържат самките в собствения си ареал като така цели да се чифтоса с тях. Бременността продължава около седем месеца. Малките се раждат с тегло около 3 kg.

## Природозащитен статус
Вероятно популациите на геренука никога не са били многочислени. Те живеят предимно поединично и никога не са били така многобройни подобно на останалите копитни африкански видове обитаващи саваната. Повечето от представителите на вида се срещат в Етиопия. Смята се, че днес на Земята се срещат около 70 хиляди индивида. Видът е вписан в Международната Червена книга.

## Интересни факти
Представителите на вида са сравнително многочислени благодарение на факта, че сомалийците не го ловуват. Те смятат, че геренукът е родствен на камилите вид и отстрелът му ще доведе и до гибел на ценните за местните хора камили. Скални рисунки датирани от 4000 – 2900 г. пр.н.е. на представителите са открити на десния бряг на река Нил.